# Sacramentum Mundi
Sacramentum Mundi (lat., Sakrament für die Welt) ist der Titel eines 1967–69 u. a. von Karl Rahner und Adolf Darlap herausgegebenen theologischen Fachlexikons.
Die bei Herder in Freiburg erschienenen Einzelbände sind:
- Bd. 1: Abendland bis Existenz. 1312 Spalten, 1967
- Bd. 2: Existenzialphilosophie bis Kommunismus, 1404 Sp., 1968
- Bd. 3: Konfessionalismus bis Quietismus, 1432 Sp., 1969
- Bd. 4: Qumran bis Zukunft. Register. Autorenverzeichnis, 1458 Sp., 1969

Es sind fünf fremdsprachige Ausgaben erschienen: Englisch: 6 Bde. London 1968-1970. – Niederländisch: 13 Bde. Hilversum 1968-1971. – Italienisch: 8 Bde. Brescia 1974-1977. – Spanisch: 6 Bde. Barcelona 1972-1976. 
Daneben erschienen Teile davon überarbeitet neben Artikeln aus dem Lexikon für Theologie und Kirche in englischer Übersetzung in:
- Karl Rahner: Encyclopedia of theology : a concise Sacramentum mundi, London : Burns and Oates 1975, 1841 Seiten.

Der Titel des Werks ist eine Formel, die Rahner auch für einen Entwurf zur Kirchenkonstitution des zweiten vatikanischen Konzils verwendet hatte.